# 대한민국의 리 목록 (나)
다음은 대한민국의 리 목록이다. 이 목록은 법정리 기준으로만 작성되었다.

## 나
| 리명     | 소재지 |
| -------- | --- |
| 나리     | 전라남도 진도군 군내면 경상북도 울릉군 북면 |
| 나곡리   | 경상북도 울진군 북면 |
| 나교리   | 충청남도 서천군 한산면 |
| 나궁리   | 충청남도 서천군 마산면 |
| 나대리   | 경상남도 합천군 야로면 |
| 나래리   | 경기도 이천시 장호원읍 |
| 나령리   | 충청남도 부여군 은산면 |
| 나배도리 | 전라남도 진도군 조도면 |
| 나복리   | 충청남도 부여군 규암면 |
| 나불리   | 전라남도 영암군 삼호읍 |
| 나사리   | 울산광역시 울주군 서생면 |
| 나산리   | 충청남도 당진시 순성면 전라남도 담양군 수북면 전라남도 함평군 나산면 경상북도 경주시 양남면 |
| 나선리   | 경상남도 고성군 개천면 |
| 나아리   | 경상북도 경주시 양남면 |
| 나원리   | 충청남도 보령시 청라면 |
| 나전리   | 강원특별자치도 정선군 북평면 경상남도 김해시 생림면 |
| 나정리   | 경상북도 경주시 감포읍 경상북도 고령군 다산면 |
| 나진리   | 전라남도 여수시 화양면 |
| 나포리   | 전북특별자치도 군산시 나포면 |
| 나한리   | 경상북도 상주시 함창읍 |
| 나호리   | 대구광역시 군위군 우보면 |
| 낙동리   | 강원특별자치도 정선군 남면 충청남도 보령시 천북면 전북특별자치도 남원시 주생면 경상북도 상주시 낙동면 |
| 낙민리   | 경상남도 합천군 율곡면 |
| 낙산리   | 경상북도 구미시 해평면 경상북도 칠곡군 왜관읍 경상북도 칠곡군 지천면 |
| 낙상리   | 충청남도 예산군 덕산면 경상북도 예천군 풍양면 |
| 낙서리   | 경상북도 상주시 내서면 |
| 낙성리   | 전북특별자치도 김제시 금구면 전라남도 보성군 벌교읍 경상북도 구미시 해평면 |
| 낙수리   | 전라남도 순천시 송광면 |
| 낙양리   | 전북특별자치도 고창군 성송면 전북특별자치도 정읍시 태인면 |
| 낙전리   | 대구광역시 군위군 삼국유사면 |
| 낙정리   | 경상북도 의성군 단밀면 |
| 낙천리   | 강원특별자치도 정선군 임계면 제주특별자치도 제주시 한경면 |
| 낙평리   | 전북특별자치도 완주군 봉동읍 경상북도 영덕군 지품면 |
| 낙풍리   | 강원특별자치도 강릉시 옥계면 |
| 난곡리   | 충청북도 영동군 황간면 |
| 난대리   | 전라남도 해남군 문내면 |
| 난산리   | 전북특별자치도 부안군 줄포면 제주특별자치도 서귀포시 성산읍 |
| 난실리   | 경기도 안성시 양성면 |
| 난음리   | 경상남도 남해군 이동면 |
| 난전리   | 전라남도 영암군 삼호읍 |
| 난정리   | 인천광역시 강화군 교동면 |
| 난지도리 | 충청남도 당진시 석문면 |
| 난평리   | 경상남도 함양군 함양읍 |
| 난포리   | 전북특별자치도 익산시 용안면 경상남도 창원시 마산합포구 구산면 |
| 남리     | 대구광역시 달성군 논공읍 세종특별자치시 조치원읍 |
| 남가리   | 전라남도 순천시 해룡면 |
| 남강리   | 전라남도 순천시 승주읍 전라남도 신안군 안좌면 |
| 남계리   | 경기도 연천군 군남면 충청북도 청주시 상당구 문의면 전북특별자치도 남원시 이백면 전북특별자치도 순창군 금과면 전북특별자치도 순창군 순창읍 전북특별자치도 완주군 이서면 전북특별자치도 진안군 백운면 전라남도 고흥군 고흥읍 전라남도 영광군 군서면 전라남도 화순군 사평면 경상북도 칠곡군 약목면 경상북도 포항시 북구 기계면 |
| 남곡리   | 경기도 용인시 처인구 양지면 강원특별자치도 정선군 여량면 충청북도 옥천군 동이면 세종특별자치시 금남면 경상북도 경산시 남산면 경상북도 김천시 감문면 경상북도 상주시 은척면 |
| 남관리   | 충청남도 천안시 동남구 풍세면 |
| 남교리   | 충청남도 논산시 강경읍 |
| 남기리   | 경상남도 밀양시 산외면 |
| 남내리   | 전북특별자치도 군산시 옥산면 전라남도 순천시 낙안면 |
| 남노일리 | 강원특별자치도 홍천군 남면 |
| 남당리   | 충청남도 서천군 비인면 충청남도 홍성군 서부면 전북특별자치도 익산시 함열읍 |
| 남대리   | 경상북도 영주시 부석면 |
| 남대문리 | 충청북도 보은군 회남면 |
| 남동리   | 전라남도 장흥군 장흥읍 전라남도 진도군 임회면 전라남도 진도군 진도읍 전라남도 해남군 해남읍 경상남도 거제시 거제면 |
| 남둔리   | 강원특별자치도 철원군 원남면 |
| 남리리   | 전라남도 해남군 황산면 |
| 남면리   | 경상북도 봉화군 재산면 |
| 남명리   | 경상남도 밀양시 산내면 |
| 남문리   | 강원특별자치도 양양군 양양읍 충청남도 태안군 태안읍 |
| 남문외리 | 경상남도 사천시 곤양면 |
| 남변리   | 경상남도 남해군 남해읍 |
| 남복리   | 전북특별자치도 정읍시 고부면 |
| 남본리   | 경상북도 예천군 예천읍 |
| 남봉리   | 전북특별자치도 완주군 고산면 |
| 남부리   | 울산광역시 울주군 언양읍 |
| 남북리   | 강원특별자치도 인제군 인제읍 |
| 남사리   | 경상북도 경주시 현곡면 경상남도 산청군 단성면 |
| 남산리   | 대구광역시 군위군 부계면 인천광역시 강화군 강화읍 경기도 평택시 팽성읍 강원특별자치도 횡성군 횡성읍 충청남도 공주시 탄천면 충청남도 논산시 양촌면 충청남도 논산시 은진면 충청남도 당진시 신평면 충청남도 서천군 서천읍 충청남도 천안시 서북구 직산읍 충청남도 태안군 태안읍 충청남도 홍성군 구항면 전북특별자치도 고창군 고수면 전북특별자치도 고창군 아산면 전북특별자치도 김제시 황산면 전북특별자치도 임실군 청웅면 전북특별자치도 정읍시 북면 전라남도 담양군 담양읍 전라남도 담양군 수북면 전라남도 영광군 대마면 전라남도 영암군 미암면 전라남도 장성군 동화면 경상북도 김천시 어모면 경상북도 영덕군 영덕읍 경상북도 청도군 각북면 경상남도 거창군 위천면 경상남도 거창군 주상면 경상남도 밀양시 상남면 경상남도 진주시 일반성면 경상남도 창원시 의창구 동읍 경상남도 하동군 횡천면 |
| 남상리   | 경상남도 남해군 서면 |
| 남서리   | 경상북도 울릉군 서면 |
| 남석리   | 전라남도 나주시 남평읍 경상북도 영덕군 영덕읍 |
| 남선리   | 충청남도 계룡시 신도안면 |
| 남성리   | 충청북도 영동군 황간면 충청남도 서천군 화양면 충청남도 아산시 신창면 전라남도 강진군 강진읍 전라남도 고흥군 포두면 전라남도 무안군 청계면 경상북도 영천시 금호읍 경상북도 포항시 남구 대송면 경상북도 포항시 북구 흥해읍 경상남도 진주시 명석면 |
| 남송리   | 전라남도 영암군 금정면 전라남도 장흥군 관산읍 경상북도 포항시 북구 흥해읍 |
| 남신리   | 경상북도 경산시 자인면 |
| 남심리   | 충청남도 보령시 미산면 |
| 남악리   | 전라남도 무안군 삼향읍 |
| 남안리   | 전라남도 무안군 청계면 |
| 남애리   | 강원특별자치도 양양군 현남면 |
| 남양리   | 경기도 화성시 남양읍 강원특별자치도 강릉시 옥계면 전북특별자치도 장수군 천천면 전라남도 고흥군 남양면 전라남도 곡성군 겸면 전라남도 곡성군 죽곡면 전라남도 보성군 겸백면 경상북도 울릉군 서면 경상북도 청도군 매전면 경상남도 남해군 설천면 |
| 남열리   | 전라남도 고흥군 영남면 |
| 남외리   | 전라남도 장흥군 장흥읍 전라남도 해남군 해남읍 |
| 남원리   | 경상북도 칠곡군 동명면 제주특별자치도 서귀포시 남원읍 |
| 남율리   | 경상북도 칠곡군 석적읍 |
| 남은리   | 경상북도 성주군 수륜면 |
| 남장리   | 충청남도 홍성군 홍성읍 |
| 남전리   | 경기도 화성시 비봉면 강원특별자치도 인제군 남면 충청북도 영동군 양강면 충청남도 서천군 마서면 전북특별자치도 익산시 오산면 경상북도 김천시 개령면 경상남도 밀양시 하남읍 |
| 남정리   | 경기도 이천시 신둔면 충청남도 서산시 고북면 충청남도 서산시 인지면 전라남도 고흥군 대서면 전라남도 화순군 능주면 경상북도 영덕군 남정면 |
| 남조리   | 충청북도 단양군 대강면 |
| 남죽리   | 전라남도 영광군 군서면 |
| 남지리   | 경상남도 창녕군 남지읍 |
| 남차리   | 충청북도 증평군 증평읍 |
| 남창리   | 울산광역시 울주군 온양읍 전북특별자치도 남원시 수지면 전라남도 나주시 공산면 전라남도 영광군 군남면 전라남도 해남군 북평면 |
| 남천리   | 충청북도 단양군 대강면 충청북도 단양군 영춘면 충청남도 청양군 정산면 전라남도 영광군 영광읍 전라남도 해남군 해남읍 |
| 남촌리   | 충청북도 청주시 흥덕구 옥산면 충청남도 부여군 홍산면 전라남도 고흥군 포두면 경상북도 경산시 자인면 |
| 남치리   | 전라남도 화순군 백아면 경상남도 남해군 고현면 |
| 남평리   | 강원특별자치도 정선군 북평면 전라남도 나주시 남평읍 전라남도 장성군 동화면 경상남도 통영시 산양읍 |
| 남포리   | 인천광역시 옹진군 백령면 전북특별자치도 김제시 성덕면 전북특별자치도 부안군 보안면 전라남도 강진군 강진읍 |
| 남풍리   | 경기도 안성시 보개면 전라남도 영암군 영암읍 |
| 남하리   | 충청북도 증평군 증평읍 경상북도 경산시 하양읍 |
| 남호리   | 경상북도 문경시 마성면 경상북도 영덕군 남정면 경상남도 함양군 휴천면 |
| 남화리   | 충청남도 천안시 동남구 목천읍 |
| 남회룡리 | 경상북도 봉화군 소천면 |
| 남효리   | 경상남도 함양군 지곡면 |
| 납안리   | 충청남도 천안시 동남구 북면 |
| 납읍리   | 제주특별자치도 제주시 애월읍 |
| 낭도리   | 전라남도 여수시 화정면 |
| 낭산리   | 전북특별자치도 익산시 낭산면 |
| 내리     | 부산광역시 기장군 기장읍 대구광역시 달성군 구지면 인천광역시 강화군 화도면 인천광역시 옹진군 영흥면 경기도 안성시 대덕면 경기도 양평군 개군면 경기도 평택시 팽성읍 경기도 포천시 내촌면 경기도 화성시 봉담읍 경기도 화성시 정남면 강원특별자치도 영월군 김삿갓면 충청북도 제천시 수산면 충청남도 부여군 규암면 충청남도 태안군 이원면 전라남도 무안군 몽탄면 전라남도 무안군 운남면 전라남도 완도군 노화읍 전라남도 화순군 사평면 전라남도 화순군 능주면 경상북도 경산시 압량읍 경상북도 청도군 매전면 경상북도 청도군 청도읍 경상남도 산청군 산청읍 |
| 내가천리 | 경기도 안성시 원곡면 |
| 내각리   | 경기도 남양주시 진접읍 |
| 내간리   | 경상남도 거제시 거제면 |
| 내갈리   | 충청남도 홍성군 갈산면 |
| 내감리   | 경상북도 김천시 대덕면 |
| 내강리   | 경기도 안성시 삼죽면 |
| 내경리   | 충청남도 당진시 우강면 |
| 내계리   | 전라남도 장성군 삼계면 |
| 내고리   | 경상북도 구미시 선산읍 |
| 내곡리   | 경기도 남양주시 진접읍 강원특별자치도 양양군 양양읍 충청북도 음성군 금왕읍 충청남도 부여군 남면 경상북도 고령군 대가야읍 경상북도 상주시 낙동면 경상남도 고성군 동해면 경상남도 산청군 오부면 경상남도 창원시 의창구 북면 경상남도 함안군 여항면 경상남도 합천군 합천읍 |
| 내공리   | 경상남도 산청군 시천면 |
| 내광리   | 울산광역시 울주군 온양읍 전북특별자치도 김제시 봉남면 |
| 내교리   | 전라남도 함평군 함평읍 |
| 내구리   | 경상남도 사천시 서포면 전라남도 순천시 황전면 |
| 내기리   | 경기도 평택시 포승읍 전북특별자치도 부안군 동진면 전라남도 강진군 작천면 전라남도 나주시 산포면 |
| 내단리   | 경상북도 포항시 북구 기계면 |
| 내대리   | 강원특별자치도 철원군 갈말읍 충청남도 부여군 옥산면 경상남도 산청군 시천면 |
| 내덕리   | 강원특별자치도 영월군 상동읍 충청남도 홍성군 홍북읍 |
| 내도리   | 전북특별자치도 무주군 무주읍 |
| 내동리   | 충청남도 서천군 기산면 전북특별자치도 고창군 고창읍 전북특별자치도 남원시 이백면 전북특별자치도 남원시 주생면 전북특별자치도 순창군 금과면 전라남도 구례군 토지면 전라남도 영암군 시종면 전라남도 장흥군 장평면 전라남도 해남군 북일면 |
| 내둔리   | 충청북도 청주시 청원구 북이면 |
| 내라리   | 충청남도 예산군 덕산면 |
| 내량리   | 대구광역시 군위군 군위읍 충청남도 예산군 오가면 |
| 내령리   | 전북특별자치도 남원시 산내면 전북특별자치도 순창군 동계면 |
| 내룡리   | 경기도 여주시 북내면 경상북도 청송군 주왕산면 경상남도 김해시 진영읍 |
| 내리리   | 대구광역시 군위군 효령면 경상북도 경산시 진량읍 |
| 내림리   | 경상북도 영주시 이산면 |
| 내망리   | 충청북도 보은군 삼승면 |
| 내문리   | 충청남도 공주시 정안면 |
| 내미로리 | 강원특별자치도 삼척시 미로면 |
| 내방리   | 경기도 남양주시 수동면 경기도 안성시 보개면 |
| 내백리   | 경상남도 함양군 수동면 |
| 내법리   | 충청남도 홍성군 홍성읍 |
| 내병도리 | 전라남도 진도군 조도면 |
| 내부리   | 충청남도 금산군 군북면 |
| 내사리   | 경기도 여주시 흥천면 충청북도 충주시 살미면 전라남도 해남군 해남읍 |
| 내산리   | 경기도 연천군 신서면 충청북도 음성군 대소면 충청북도 청주시 상당구 미원면 충청남도 공주시 우성면 전라남도 구례군 산동면 전라남도 진도군 고군면 경상북도 의성군 구천면 경상남도 고성군 동해면 |
| 내삼리   | 경상남도 김해시 주촌면 |
| 내삼포리 | 강원특별자치도 홍천군 화촌면 |
| 내상리   | 경상북도 고령군 대가야읍 |
| 내서리   | 전라남도 구례군 토지면 경상북도 문경시 농암면 |
| 내석리   | 경상남도 양산시 상북면 |
| 내성리   | 충청북도 증평군 증평읍 충청남도 부여군 양화면 경상북도 봉화군 봉화읍 |
| 내송리   | 충청북도 음성군 금왕읍 경상남도 양산시 동면 |
| 내수리   | 충청북도 청주시 청원구 내수읍 경상남도 산청군 산청읍 |
| 내신리   | 경상북도 예천군 호명읍 |
| 내안리   | 전라남도 장흥군 부산면 |
| 내암리   | 충청북도 청주시 상당구 가덕면 |
| 내양리   | 경기도 여주시 세종대왕면 전라남도 신안군 지도읍 |
| 내예리   | 경상북도 구미시 고아읍 |
| 내오리   | 경상남도 거창군 주상면 |
| 내와리   | 울산광역시 울주군 두서면 |
| 내요리   | 전북특별자치도 부안군 부안읍 |
| 내우리   | 경기도 안성시 금광면 |
| 내운리   | 전라남도 순천시 낙안면 |
| 내울리   | 경상남도 창녕군 대합면 |
| 내원리   | 경상남도 산청군 삼장면 |
| 내월리   | 전북특별자치도 순창군 적성면 전북특별자치도 완주군 비봉면 전라남도 신안군 비금면 |
| 내의리   | 대구광역시 군위군 소보면 |
| 내인리   | 경상남도 함안군 산인면 |
| 내일리   | 경상북도 경주시 산내면 |
| 내장리   | 경기도 안성시 삼죽면 |
| 내정리   | 전라남도 나주시 세지면 |
| 내제리   | 경상남도 의령군 낙서면 |
| 내조리   | 경상북도 의령군 칠곡면 |
| 내죽리   | 충청남도 홍성군 광천읍 경상북도 영주시 순흥면 |
| 내줄리   | 경상북도 영주시 안정면 |
| 내지리   | 강원특별자치도 횡성군 횡성읍 충청남도 부여군 은산면 경상북도 예천군 용문면 |
| 내직리   | 충청남도 청양군 청남면 |
| 내진리   | 경상남도 밀양시 무안면 |
| 내천리   | 경기도 평택시 서탄면 경상남도 합천군 율곡면 |
| 내초리   | 충청남도 청양군 정산면 |
| 내촌리   | 경기도 이천시 백사면 충청북도 진천군 이월면 충청남도 공주시 정안면 전북특별자치도 익산시 망성면 경상북도 경산시 용성면 경상남도 진주시 대평면 |
| 내추리   | 충청북도 청주시 청원구 북이면 |
| 내칠리   | 경상북도 경주시 산내면 |
| 내판리   | 세종특별자치시 연동면 |
| 내평리   | 강원특별자치도 춘천시 북산면 충청남도 보령시 미산면 전라남도 화순군 화순읍 경상남도 진주시 내동면 |
| 내포리   | 경기도 파주시 문산읍 강원특별자치도 철원군 철원읍 경상북도 영천시 북안면 경상남도 양산시 원동면 경상남도 창원시 마산합포구 구산면 |
| 내현리   | 강원특별자치도 양양군 서면 충청남도 보령시 청라면 충청남도 홍성군 구항면 |
| 내호리   | 전라남도 신안군 안좌면 경상북도 청도군 청도읍 |
| 내화리   | 경상북도 문경시 산북면 |
| 내흥리   | 충청남도 공주시 계룡면 |
| 냉수리   | 경상북도 포항시 북구 신광면 |
| 냉정리   | 인천광역시 강화군 선원면 경기도 연천군 왕징면 경기도 포천시 관인면 충청남도 아산시 인주면 경상남도 진주시 집현면 |
| 냉천리   | 대구광역시 달성군 가창면 강원특별자치도 고성군 거진읍 전라남도 구례군 마산면 경상북도 경주시 외동읍 경상북도 영천시 금호읍 경상남도 창녕군 성산면 |
| 넙성리   | 인천광역시 강화군 불은면 |
| 노리     | 경상북도 고령군 덕곡면 경상북도 안동시 풍산읍 경상남도 창녕군 부곡면 경상남도 합천군 용주면 |
| 노경리   | 강원특별자치도 삼척시 원덕읍 |
| 노곡리   | 경기도 광주시 도척면 경기도 안성시 양성면 경기도 연천군 백학면 경기도 포천시 이동면 강원특별자치도 삼척시 원덕읍 세종특별자치시 전의면 전북특별자치도 장수군 장수읍 경상북도 경주시 내남면 경상북도 고령군 다산면 경상북도 김천시 농소면 경상북도 영주시 부석면 경상남도 합천군 봉산면 |
| 노구리   | 경상남도 남해군 서면 |
| 노근리   | 충청북도 영동군 황간면 |
| 노기리   | 전라남도 화순군 북면 |
| 노단리   | 전북특별자치도 장수군 번암면 |
| 노달리   | 경상북도 영양군 입암면 |
| 노당리   | 경상북도 경주시 안강읍 |
| 노대리   | 경상남도 통영시 욕지면 |
| 노동리   | 경기도 연천군 왕징면 강원특별자치도 강릉시 사천면 강원특별자치도 철원군 원남면 강원특별자치도 평창군 용평면 강원특별자치도 화천군 상서면 충청북도 단양군 단양읍 충청북도 청주시 상당구 가덕면 충청남도 공주시 유구읍 충청남도 예산군 대흥면 전북특별자치도 고창군 고창읍 전북특별자치도 순창군 인계면 전라남도 고흥군 동강면 전라남도 곡성군 삼기면 전라남도 나주시 남평읍 경상북도 경주시 감포읍 |
| 노래리   | 경상북도 청송군 안덕면 |
| 노량리   | 경상남도 남해군 설천면 경상남도 하동군 금남면 |
| 노론리   | 강원특별자치도 평창군 평창읍 |
| 노류리   | 경상북도 상주시 내서면 |
| 노림리   | 강원특별자치도 원주시 부론면 |
| 노문리   | 경기도 양평군 서종면 |
| 노물리   | 경상북도 영덕군 영덕읍 |
| 노사리   | 경상북도 예천군 용문면 |
| 노산리   | 충청북도 청주시 서원구 현도면 경상북도 안동시 임하면 경상남도 통영시 광도면 |
| 노상리   | 경기도 파주시 장단면 경상북도 구미시 선산읍 경상북도 예천군 예천읍 |
| 노석리   | 경상북도 칠곡군 기산면 |
| 노성리   | 경기도 평택시 팽성읍 충청북도 보은군 수한면 전북특별자치도 진안군 안천면 |
| 노송리   | 충청북도 괴산군 사리면 세종특별자치시 연동면 전라남도 영암군 덕진면 전라남도 해남군 산이면 |
| 노암리   | 충청북도 증평군 도안면 |
| 노양리   | 경기도 평택시 팽성읍 경상남도 합천군 율곡면 |
| 노연리   | 경상북도 의성군 단북면 경상남도 창원시 의창구 동읍 |
| 노와리   | 경기도 평택시 팽성읍 |
| 노원리   | 충청북도 진천군 이월면 |
| 노은리   | 충청남도 홍성군 홍북읍 경상북도 문경시 동로면 경상남도 산청군 생초면 |
| 노음리   | 경상북도 울진군 근남면 |
| 노이리   | 대구광역시 달성군 논공읍 |
| 노일리   | 강원특별자치도 홍천군 북방면 전라남도 고흥군 과역면 |
| 노장리   | 세종특별자치시 전동면 |
| 노전리   | 충청남도 예산군 광시면 |
| 노좌리   | 경상북도 영주시 봉현면 |
| 노진리   | 경기도 화성시 장안면 |
| 노천리   | 강원특별자치도 홍천군 영귀미면 충청북도 영동군 매곡면 충청남도 보령시 웅천읍 |
| 노촌리   | 전북특별자치도 진안군 백운면 |
| 노치리   | 전라남도 화순군 북면 |
| 노탑리   | 경기도 이천시 장호원읍 |
| 노티리   | 충청북도 보은군 보은읍 충청남도 논산시 노성면 |
| 노하리   | 경기도 파주시 장단면 경기도 화성시 팔탄면 전북특별자치도 장수군 장수읍 전라남도 해남군 마산면 경상북도 예천군 예천읍 |
| 노항리   | 경상북도 영천시 자양면 |
| 노행리   | 대구광역시 군위군 효령면 |
| 노현리   | 충청북도 청주시 상당구 문의면 경상남도 거창군 웅양면 |
| 노호리   | 세종특별자치시 부강면 |
| 노화리   | 충청남도 부여군 규암면 충청남도 예산군 응봉면 |
| 녹도리   | 충청남도 보령시 오천면 |
| 녹동리   | 경상북도 경주시 외동읍 |
| 녹래리   | 경상북도 안동시 녹전면 |
| 녹명리   | 경상북도 청도군 각남면 경상남도 고성군 회화면 |
| 녹문리   | 충청남도 예산군 신양면 경상북도 문경시 산양면 |
| 녹사리   | 전라남도 영광군 영광읍 |
| 녹산리   | 전라남도 영광군 불갑면 |
| 녹양리   | 전라남도 장흥군 장평면 |
| 녹원리   | 전라남도 장흥군 용산면 |
| 녹전리   | 강원특별자치도 영월군 산솔면 |
| 녹진리   | 전라남도 장성군 남면 전라남도 진도군 군내면 |
| 녹천리   | 충청남도 공주시 유구읍 |
| 녹촌리   | 경기도 남양주시 화도읍 |
| 논리     | 경상남도 창녕군 도천면 |
| 논강리   | 충청북도 충주시 엄정면 |
| 논곡리   | 전북특별자치도 장수군 번암면 전라남도 구례군 구례읍 |
| 논미리   | 강원특별자치도 화천군 하남면 |
| 논산리   | 전라남도 영광군 백수읍 |
| 논실리   | 경상북도 영천시 고경면 |
| 논티리   | 충청남도 부여군 구룡면 |
| 논화리   | 강원특별자치도 양양군 서면 |
| 농리     | 충청남도 예산군 대술면 |
| 농덕리   | 전라남도 영암군 영암읍 |
| 농산리   | 경상남도 거창군 고제면 경상남도 거창군 북상면 |
| 농상리   | 전라남도 완도군 고금면 |
| 농선리   | 전라남도 순천시 월등면 |
| 농소리   | 충청북도 청주시 청원구 오창읍 충청남도 계룡시 두마면 충청남도 청양군 대치면 전북특별자치도 장수군 계북면 전라남도 곡성군 삼기면 경상북도 구미시 옥성면 경상남도 거제시 장목면 경상남도 김해시 주촌면 |
| 농안리   | 전라남도 장흥군 관산읍 |
| 농암리   | 충청남도 청양군 화성면 전북특별자치도 순창군 복흥면 경상북도 문경시 농암면 |
| 농은리   | 충청남도 아산시 도고면 |
| 농주리   | 전라남도 순천시 해룡면 |
| 뇌곡리   | 경기도 여주시 점동면 |
| 뇌운리   | 강원특별자치도 평창군 평창읍 |
| 뇌조리   | 경기도 파주시 조리읍 |
| 뇌죽리   | 전라남도 곡성군 고달면 |
| 뇌천리   | 전북특별자치도 임실군 삼계면 |
| 누교리   | 충청북도 영동군 양산면 |
| 누동리   | 충청남도 태안군 고남면 |
| 누산리   | 경기도 김포시 양촌읍 |
| 누청리   | 충청북도 보은군 보은읍 |
| 누하리   | 경상남도 합천군 적중면 |
| 눌곡리   | 충청북도 청주시 청원구 내수읍 경상남도 산청군 산청읍 |
| 눌노리   | 경기도 파주시 파평면 |
| 눌미리   | 경상북도 청도군 화양읍 |
| 눌산리   | 경상북도 봉화군 법전면 |
| 눌옥도리 | 전라남도 진도군 조도면 |
| 눌왕리   | 세종특별자치시 연기면 |
| 눌인리   | 경상북도 청송군 현동면 |
| 눌태리   | 경상북도 포항시 남구 구룡포읍 |
| 늑구리   | 강원특별자치도 삼척시 도계읍 |
| 늑용리   | 전라남도 장흥군 유치면 |
| 늑전리   | 충청남도 보령시 미산면 |
| 늑현리   | 경기도 광주시 초월읍 |
| 늘목리   | 경기도 연천군 전곡읍 |
| 능강리   | 충청북도 제천시 수산면 |
| 능교리   | 전북특별자치도 정읍시 산내면 |
| 능국리   | 경기도 안성시 일죽면 |
| 능금리   | 전북특별자치도 진안군 동향면 |
| 능내리   | 인천광역시 강화군 양도면 경기도 남양주시 조안면 |
| 능산리   | 경기도 파주시 월롱면 충청북도 음성군 삼성면 충청남도 부여군 부여읍 전라남도 신안군 하의면 |
| 능성리   | 전라남도 장성군 삼계면 |
| 능안리   | 경기도 파주시 조리읍 |
| 능암리   | 충청북도 충주시 앙성면 경상북도 상주시 내서면 |
| 능원리   | 경기도 용인시 처인구 모현읍 |
| 능월리   | 충청북도 옥천군 청성면 |
| 능천리   | 경상북도 예천군 용문면 |
| 능촌리   | 충청북도 괴산군 괴산읍 |
| 능치리   | 경상북도 김천시 어모면 |
| 능파리   | 전라남도 곡성군 석곡면 |

## 같이 보기
- 대한민국의 행정 구역 목록